# Business Process Discovery
Als Business Process Discovery (Abkürzung BPD, englisch für Geschäftsprozessaufdeckung) wird ein Vorgehen beschrieben, Geschäftsprozesse in Unternehmen für die Überwachung aufzudecken. Hierfür werden detaillierte Prozessdaten maschinell erhoben und zur Prozessabbildung benutzt. Ein Ziel hierbei ist, Prozessfehler in Wertschöpfungsketten zu identifizieren. 
Als beliebtes Einsatzgebiet bietet sich die IT-Anlagenwirtschaft an. Komplexe Abläufe wie der Lebenszyklus von Hardware (Einkaufsplanung, Finanzierung, Beschaffung, Verteilung, Bereitstellung, Instandhaltung, Entsorgung) können mittels Erhebung benutzerspezifischer Daten aus Interaktionen über die detaillierte Beobachtung überwacht und kontinuierlich verbessert werden.

## Bewertung
Im Gegensatz zur Befragung als Erhebungsmethode für die Beschreibung und Überwachung von Geschäftsprozessen können Prozesslücken aufgrund der maschinellen Erhebung schnell und zeitnah auf einer sehr detaillierten Ebene eines Prozesses erkannt und dokumentiert werden.
Nachteile sind:
- Die Überwachung von Geschäftsprozessen ist in Unternehmen häufig mitbestimmungsrelevant, da auch das Benutzerverhalten beobachtet wird: Die Überwachung von Interaktionen der Mitarbeiter ist ein fester Bestandteil des BPD.
- BPD soll auf gesamten Wertschöpfungsketten, das heißt, über die Grenzen der einzelnen Organisationen (Dienstleister, Kunden) hinweg eingesetzt werden. In der Praxis können erforderliche Verhandlungen mit Unternehmensgremien zu Zeitverzögerungen führen.